# Myrmecocichla nigra
El zorzal hormiguero negro (Myrmecocichla nigra) es una especie de ave paseriforme de la familia Muscicapidae propia de África central y oriental.

## Descripción

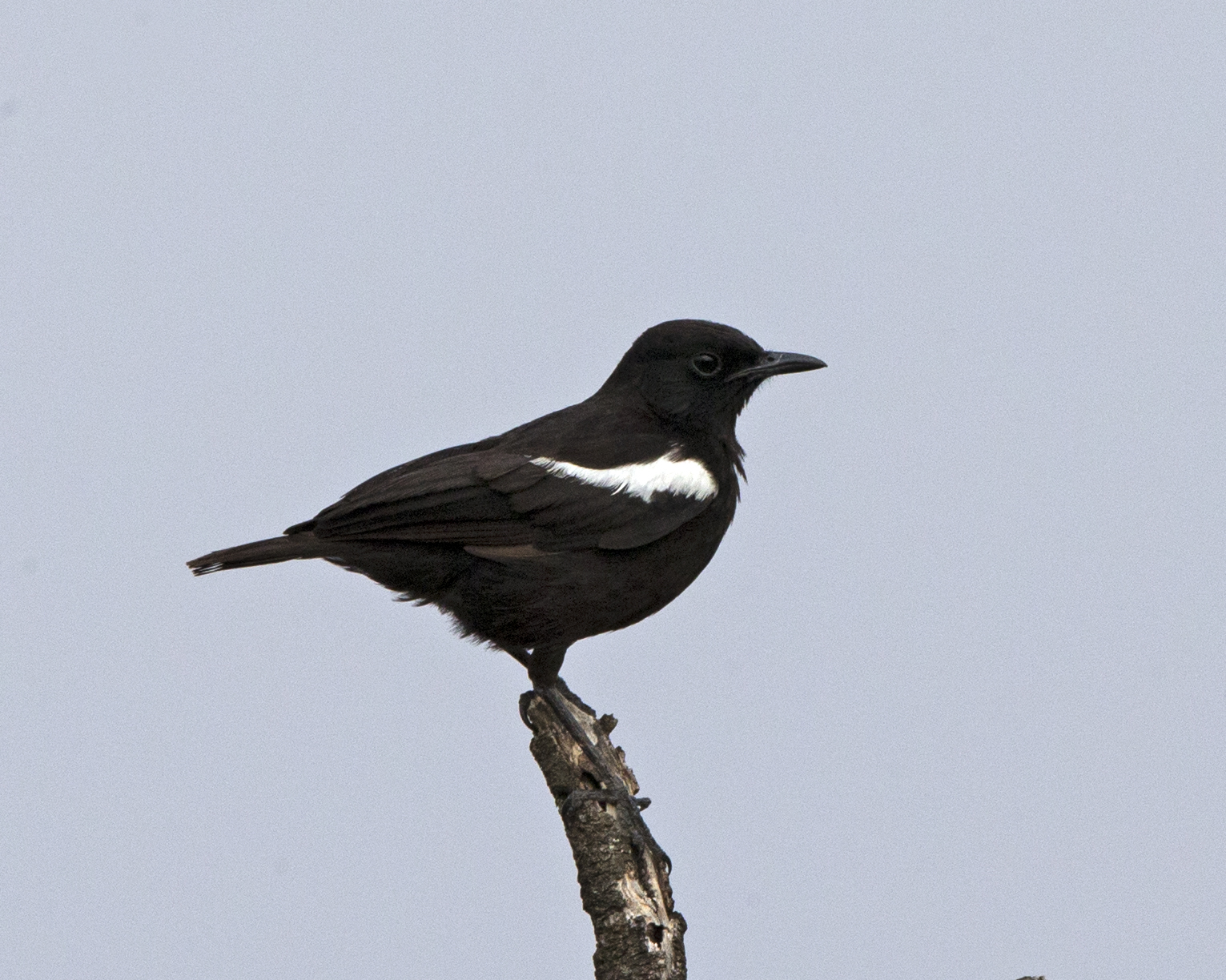
Los machos son negros con una mancha blanca, y las hembras son pardas y sin mancha.

El zorzal hormiguero negro mide de 15 a 16 cm de largo, es un pájaro robusto y con la cola relatívamente corta para ser un saxicolínido. El macho tiene plumaje de color negro brillante, excepto en una mancha blanca en la parte superior de sus alas que generalmente es visible o solo está parcialmente oculta cuando está posado. Las hembras y los juveniles son de color pardo.

### Canto
El canto (en Kenia y el norte de Tanzania) se describe como «prolongado, dulce y musical y a veces lo emiten en vuelo, de tipo wii tewii tuwiir, skwik-skuiiiir, cuiii-iiiii-cuwiiiir, iii-euwii-tii, tseuwii-tew-skwiiir-tsi-siit….». Esta especie a veces imita a otras aves.

## Distribución y hábitat
Se encuentra discontinuamente en un amplio territorio de herbazales africanos, desde Nigeria hasta Kenia por el este, y hasta Angola y Zambia por el sur, aunque también hay una población aislada en Senegal. Su área de distribución se estima que abarca unos 3.400.000 km², y se considera frecuente, al menos en algunas partes de su distribución.